# کرافت (چشر)
کرافت (به انگلیسی: Croft) یک محله مدنی و روستا در بریتانیا است که در وارینگتون واقع شده‌است. کرافت ۲٬۹۲۰ نفر جمعیت دارد.